# Oto (Iowa)
Pour les articles homonymes, voir Oto.
Ne doit pas être confondu avec Otto ou Iowa-oto.
Oto est une ville, du comté de Woodbury en Iowa, aux États-Unis. Elle est incorporée le 10 juillet 1888.

## Source de la traduction
- (en) Cet article est partiellement ou en totalité issu de l’article de Wikipédia en anglais intitulé « Oto, Iowa » (voir la liste des auteurs).